# Ах, как хочется жить
«Ах, как хо́чется жить» — шестой студийный альбом Аллы Пугачёвой. Был издан в СССР и Болгарии в 1985 году совместным производством фирм «Мелодия» и «Балкантон». Издание на грампластинке было предназначено для экспорта, в СССР в продажу поступило издание на магнитофонных кассетах.

## Композиции
Песня «Миллион роз», написанная на стихи Андрея Вознесенского, стала одной из самых популярных песен десятилетия и прочно вошла в репертуар Аллы Пугачёвой. Со времени её премьеры в «Новогоднем аттракционе»  2 января 1983 года практически ни одно сольное выступление певицы не обходилось без исполнения песни под концовку концерта, на «бис», нередко в совместном исполнении со зрителями в зале. В 1983 году Алла Пугачёва с этой песней стала лауреатом всесоюзного телефестиваля «Песня года». Песни «Канатоходка» и «Цыганский хор» записаны не в студии: они сделаны во время съёмок концертной телепрограммы «Новогодний аттракцион», проходивших в Цирке на Цветном бульваре в декабре 1982 года. Песня «Сонет из кинофильма „Любовью за любовь“» написана на сонет 40 Уильяма Шекспира (в переводе С. Я. Маршака) для кинофильма «Любовью за любовь». Это вторая песня на стихи Шекспира в творчестве Аллы Пугачёвой после хорошо известного «Сонета», исполненного в фильме «Женщина, которая поёт» и вошедшего в альбом «Зеркало души» (1978). Песня стала единственным примером сотрудничества певицы с композитором Тихоном Хренниковым, бессменным главой Союза композиторов СССР (то есть фактическим руководителем всей советской музыки) который нечасто обращался к эстрадному песенному жанру. Музыкальный фильм «Любовью за любовь» снимался по мотивам шекспировской комедии «Много шума из ничего», а в качестве основных музыкальных тем к фильму послужила музыка из одноимённого балета Тихона Хренникова, созданного в 1976 году. Песня «Айсберг» стали первыми работами Пугачёвой в сотрудничестве с композитором Игорем Николаевым; этот релиз стал для него дебютным.

## Выпуск
В 1983 в Японии вышел второй японский альбом Аллы Пугачевой «Миллион роз» (яп. 百万本のバラ Хякумамбон но Бара) (первый — «Alla Pugacheva» — был выпущен в 1978 году). Представляет собой сборник лучших песен периода 1980 — 1982 годов (кроме песни «Вот так случилось, мама», 1978).  В 1988 году альбом был переиздан на CD-диске. Этот CD стал первым цифровым носителем в дискографии певицы. Особой популярностью там пользуется песня «Миллион алых роз». После выхода в этой стране пластинок Пугачёвой с этой песней, её переводят на японский язык и она входит в репертуар нескольких японских эстрадных исполнителей. Известны также записи песни различными певцами других стран на английском, корейском, иврите, финском, вьетнамском, шведском, венгерском и других языках мира. Всего существует около сотни кавер-версий песни.

## Продвижение

### Теле-выступления
Песню «Миллион роз» впервые Пугачёва начала исполнять в сентябре 1982 года, в конце ноября 1982 года состоялись съёмки праздничной программы «Новогодний аттракцион», которые проходили в Цирке на Цветном бульваре. Алла Пугачёва в программе выступала не только как певица, но и как соведущая — совместно с иллюзионистом Игорем Кио. Среди других песен Пугачёва представляла новую песню «Миллион роз», которую записала за день до съёмок; по сценарию Алла должна была её исполнять, сидя на трапеции и паря на небольшой высоте над ареной цирка. Однако Пугачёва втайне от всех договорилась с одним из ассистентов, чтобы он поднял певицу под самый купол: по её замыслу, исполнение песни в таком ключе должно было выглядеть эффектнее. Никто не знал об этой идее, и никто не озаботился о страховочной лонже для артистки. К тому же перед самым началом номера Пугачёва ещё и попросила Кио слегка раскрутить её, сидящую на трапеции. Игорь Кио позднее делился воспоминаниями:
Когда началась съёмка, мы все похолодели от ужаса — ведь всё же планировалось совершить внизу. А получилось так: я галантно посадил Пугачёву на трапецию, и вдруг певица через мгновение очутилась под самым куполом. <…> Пугачёва же работала без всякой лонжи, без всякой страховки. И проделала всё так, будто ей каждодневно приходится заниматься подобными делами. После съёмок Алла призналась мне, что единственное, чего она боится в жизни — это высоты…
Режиссёр телепрограммы Евгений Гинзбург в том же духе запомнил момент съёмок песни «Миллион роз»:
Это была страшная история. Причём первым, кто понял, что случилось, был я. Я сидел в ПТС <передвижной телевизионной станции> и следил за ситуацией. А остановить что-либо было уже невозможно. Единственное, что я мог сделать, это сообщить через помощника страховщикам, что Алла не пристёгнута. Но она всё честно сыграла и была совершенно свободна на трапеции.
Премьера «Новогоднего аттракциона» состоялась вечером 2 января 1983 года; песня «Миллион роз» стала главным хитом программы. Песня сразу же стала суперпопулярной; на ТВ «буквально обрушился поток писем с просьбами вновь и вновь показывать этот хит» (в течение 1983 года запись неоднократно повторялась, что для советского ТВ эпохи застоя, скупого на музыкально-развлекательные программы, было нехарактерным).

## Список композиций

### Пластинка
| №  | Название               | Текст песни | Музыка      | Длительность |
| -- | ---------------------- | ----------- | ----------- | ------------ |
| 1. | «Ах, как хочется жить» | Д. Костюрин | А. Пугачёва | 3:33         |
| 2. | «Жди и помни меня»     | И. Резник   | А. Пугачёва | 4:36         |
| 3. | «Канатоходка»          | И. Резник   | А. Пугачёва | 5:52         |
| 4. | «Айсберг»              | Л. Козлова  | И. Николаев | 4:25         |

| №  | Название                             | Текст песни                 | Музыка       | Длительность |
| -- | ------------------------------------ | --------------------------- | ------------ | ------------ |
| 1. | «Миллион роз»                        | А. Вознесенский             | Р. Паулс     | 5:30         |
| 2. | «Старинные часы»                     | И. Резник                   | Р. Паулс     | 4:38         |
| 3. | «Цыганский хор»                      | И. Резник                   | В. Шаинский  | 4:36         |
| 4. | «Сонет» (из к/ф «Любовью за любовь») | В. Шекспир, пер. С. Маршака | Т. Хренников | 4:05         |

### Магнитоальбом
| №  | Название                             | Текст песни                 | Музыка          | Длительность |
| -- | ------------------------------------ | --------------------------- | --------------- | ------------ |
| 1. | «Миллион роз»                        | А. Вознесенский             | Р. Паулс        | 5:30         |
| 2. | «Старинные часы»                     | И. Резник                   | Р. Паулс        | 4:38         |
| 3. | «Цыганский хор»                      | И. Резник                   | В. Шаинский     | 4:36         |
| 4. | «Сонет» (из к/ф «Любовью за любовь») | В. Шекспир, пер. С. Маршака | Т. Хренников    | 4:05         |
| 5. | «Расскажите, птицы»                  | И. Николаев                 | И. Николаев     | 6:20         |
| 6. | «Кукушка»                            | М. Пляцковский              | Н. Богословский | 4:15         |

| №  | Название               | Текст песни | Музыка      | Длительность |
| -- | ---------------------- | ----------- | ----------- | ------------ |
| 1. | «Ах, как хочется жить» | Д. Костюрин | А. Пугачёва | 3:33         |
| 2. | «Жди и помни меня»     | И. Резник   | А. Пугачёва | 4:36         |
| 3. | «Канатоходка»          | И. Резник   | А. Пугачёва | 5:52         |
| 4. | «Айсберг»              | Л. Козлова  | И. Николаев | 4:25         |
| 5. | «Бумажный змей»        | В. Резников | В. Резников | 5:48         |
| 6. | «На дороге ожидания»   | Ю. Энтин    | М. Минков   | 4:23         |

## Участники записи
- группа «Рецитал». Руководитель Александр Юдов